# アンセバ地方

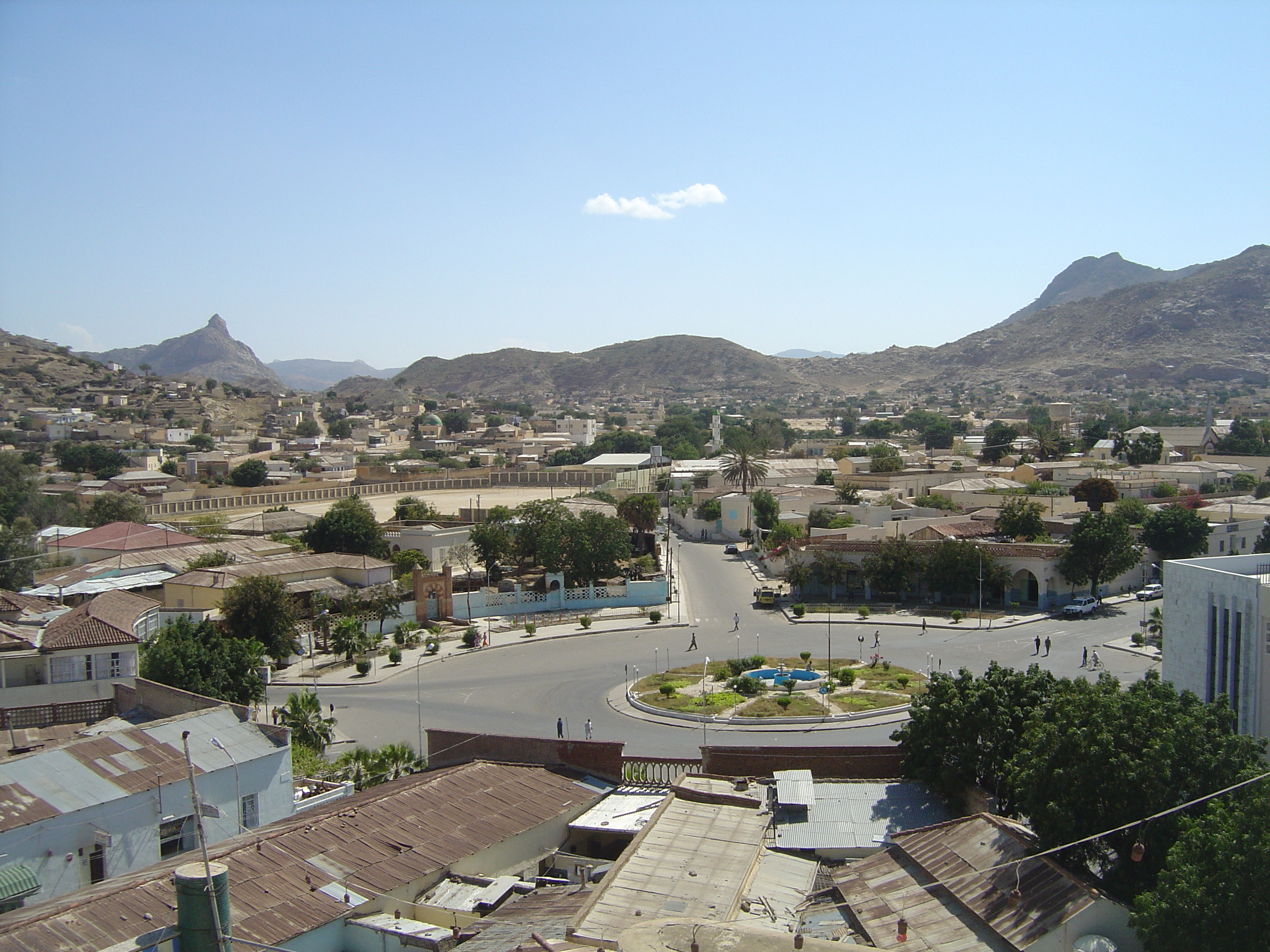
ケレン市内

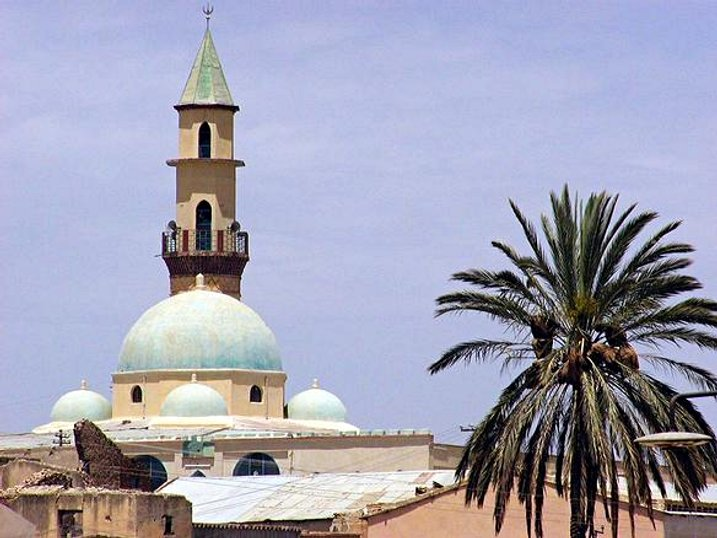
ケレンのモスク

アンセバ地方 (英:Anseba,ティグリニャ語: ኣንሰባ)はエリトリアの行政区画。

## 概要
アンセバ地方はエリトリアの行政区画のひとつで、 国内の西北部にあり、内陸部に位置する。州都は州の南部に位置するケレン。南にガシュ・バルカ地方、南東にマアカル地方（中央州）、東と北にセメナウィ・ケイバハリ地方（北紅海州）と州境を、西でスーダンと国境を接している。面積は約23,000平方キロメートル。名前の由来は、この地域を流れるアンセバ川に基いている。アンセバ川は首都アスマラ郊外、中部エリトリア高原の源流から北上し、ロラ・ハバブ山脈及びサヘルを横切ってエリトリア北西部の低地を通り隣国スーダンの港町スアキン付近から紅海に流れ込んでいる。ケレンの他、ハルハル等の町も存在している。行政官はセルマ・ハッサン（2007年現在）。

## アンセバ地方の下部行政区画
この地方は、以下の下部行政区画を含んでいる。
- アディ・テケレザン地区（英語版） - 行政府所在地：アディ・テケレザン(Adi Tekelezan)
- アスマト地区（英語版） - 行政府所在地：アスマト（フランス語版）(Asmat)
- エラボレド地区（英語版） - 行政府所在地：エラボレド（英語版）(Elabored)
- ゲレブ地区（英語版） - 行政府所在地：ゲレブ(Geleb)
- ハガズ地区（英語版） - 行政府所在地：ハガズ（英語版）(Hagaz)
- ハルハル地区（英語版） - 行政府所在地：ハルハル（英語版）(Halhal)
- ハベロ地区（英語版） - 行政府所在地：ハベロ(Habero)
- ケレン地区（英語版） - 行政府所在地：ケレン(Keren City)
- ケルケベット地区（英語版） - 行政府所在地：ケルケベット（英語版）(Kerkebet)
- セラ地区（英語版） - 行政府所在地：セラ（英語版）(Sela)